# Shiye, Jiangsu
Shiye (kinesiska: 世业, 世业镇) är en köpinghuvudort i Kina. Den ligger i provinsen Jiangsu, i den östra delen av landet, omkring 50 kilometer öster om provinshuvudstaden Nanjing. Antalet invånare är 12 143. Befolkningen består av 6 272 kvinnor och 5 871 män. Barn under 15 år utgör 11,0 %, vuxna 15-64 år 74 %, och äldre över 65 år 13,0 %.
Runt Shiye är det tätbefolkat, med 493 invånare per kvadratkilometer. Närmaste större samhälle är Zhenjiang, 14,2 km öster om Shiye. Trakten runt Shiye består till största delen av jordbruksmark.
Genomsnittlig årsnederbörd är 1 277 millimeter. Den regnigaste månaden är juli, med i genomsnitt 262 mm nederbörd, och den torraste är december, med 31 mm nederbörd.